# 奥多尔扬哈佐
奥多尔扬哈佐，是匈牙利维斯普雷姆州所辖的一个村，与最近的市镇采爾德默爾克相距15公里，总面积11.42平方公里，总人口375，人口密度32.8人/平方公里（2010年1月1日）。